# هيروفومي ناكاسوني

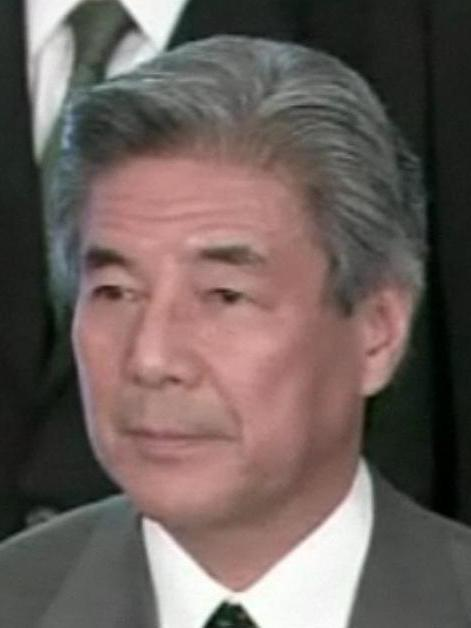
هيروفومي ناكاسوني

هيروفومي ناكاسونه (باليابانية: 中曽根 弘文 ناكاسونه هيروفومي) (مواليد 28 نوفمبر 1945) هو سياسي ياباني من تاكاساغي، غونما خدم كوزير الخارجية اليابانية حتى سبتمبر 2009. كما كان وزير التعليم في حكومة يوشيرو موري، وهو ابن رئيس الوزراء الياباني الأسبق ياسوهيرو ناكاسونه.